# 中村洋平
中村 洋平（なかむら ようへい、1990年10月22日 - ）は、日本のラグビー指導者。現在立教大学ラグビー部ヘッドコーチを務めている。

## プロフィール
- 神奈川県出身[1]。
- ポジションはスクラムハーフ(SH)。
- 身長 170cm、体重 72kg
- ニックネームはヨウヘイ。

## 来歴
小学1年生からラグビーを始めた。
2009年、國學院久我山高校卒業後、立教大学に入る。
2013年、立教大学卒業後、福岡サニックスブルース（現・宗像サニックスブルース）に加入。同年10月18日に行われたトップキュウシュウA第1節のJR九州サンダース戦に途中出場で公式戦初出場を果たした。
2017年、リコーブラックラムズに加入。
2018年、リコーブラックラムズを退団した。
2021年、立教大学ラグビー部ヘッドコーチに就任。